# Tambo (Kukamunburra)

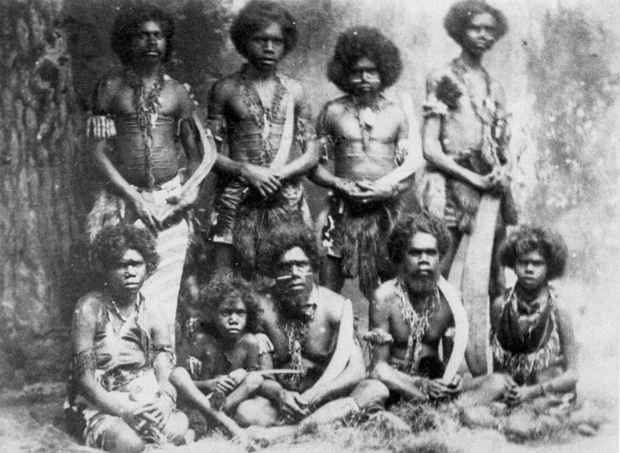
De eerste groep die met Cunningham naar Amerika en Europa reisde. Tambo is de tweede zittende persoon van rechts

Tambo (* Palmeilanden (Australië) - † Cleveland (Ohio), 23 februari 1884) was een Manbarra-man die samen met acht andere Aboriginals door de Canadese showman Robert A. Cunningham op etnologische tentoonstellingen in Amerika en Europa werd ‘geëxposeerd’.

## Afkomst en jeugd
Tambo werd ergens in het midden van de 19e eeuw geboren op een van de Palmeilanden voor de kust van Queensland, Australië, waarschijnlijk Great Palm Island (Buruku'man). De oorspronkelijke bewoners van deze eilanden zijn de Manbarra. Tambo’s oorspronkelijke naam is onbekend en waar de naam Tambo precies vandaan komt, is ook niet duidelijk.
Tambo was vermoedelijk getrouwd met een jonge vrouw die alleen nog bekend is onder de naam Sussy Dakaro. Ook zij behoorde tot Cunninghams groep. Met Sussy werkte Tambo in 1882 in de parelindustrie in het noordoosten van Australië.
Tambo leefde in een tijd, waarin de Aboriginal volkeren van Queensland overal onder de voet werden gelopen door Europese kolonisten. Het pioniersfront werd gekenmerkt door landroof, klopjachten, bloedbaden en uitbuiting. Veel Aboriginals overleefden de invasie van de Europeanen niet. Als ze al niet werden vermoord, dan stierven ze wel door ziektes die uit Europa waren meegebracht. De overgeblevenen moesten vaak als goedkope arbeidskrachten werken in de vee- en parelindustrie of op de suikerrietplantages die overal in Queensland werden aangelegd. Tambo’s jeugd en latere vertrek naar Amerika moet binnen deze context worden beschouwd.

## Etnologische tentoonstellingen
In 1883 werd Tambo samen met Sussy en zeven andere personen uit de regio door de Canadese showman Robert A. Cunningham geronseld om te worden geëxposeerd op het Ethnological Congress of Strange and Savage Tribes van de Amerikaanse circusuitbater Phineas Taylor Barnum. De groep vertrok op 9 maart 1883 per schip vanuit Sydney naar Auckland, Nieuw-Zeeland, waar ze de eerste keer voor publiek moest optreden. Ze werden gepresenteerd als Black Trackers die het publiek vermaakten met boemerangshows, speerwerpen en corroborees. Daarna ging de reis verder naar Amerika. Hier liet Cunningham de groep optreden in het circus van P.T. Barnum en in zogenoemde dime museums, waar de arbeidersklasse voor een dime (10 cent) ‘curiositeiten’ kon bekijken. Vooral de boemerangshows waren erg populair bij het publiek.
In de herfst- en wintermaanden van 1883 kregen bijna alle leden van de groep te kampen met verkoudheden en longaandoeningen. Toby, het enige kind in de groep, werd zo ernstig ziek dat hij ten dode werd opgeschreven. Hij herstelde echter weer volledig. Ook Sussy was vaker onwel en een krant in Philadelphia schreef op 9 november dat ze waarschijnlijk zou overlijden als gevolg van het klimaat. In februari 1884 werd Tambo ernstig ziek. Cunningham gaf hem medicijnen, maar de tournee ging verder. Op 23 februari reisde de groep naar Cleveland voor een optreden in het plaatselijke dime museum. Bij aankomst stortte Tambo in. Hij overleed nog dezelfde dag en was de eerste van de groep die de reis niet zou overleven. Zijn lichaam werd overgebracht naar de begrafenisonderneming Hogan and Harris.

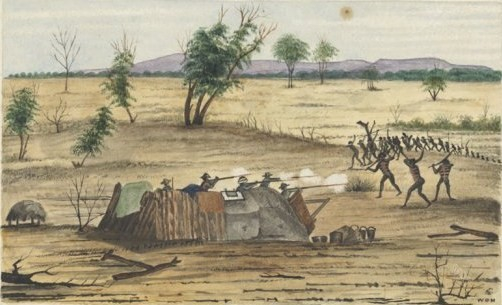
Pioniersfront Queensland

De interesse uit de medische wereld was groot en diverse instituten wilden Tambo’s lichaam hebben voor wetenschappelijk onderzoek. De eigenaar van het dime museum, Frank Drew, had echter andere plannen. Hij wilde Tambo achter glas exposeren in zijn museum en vroeg P.T. Barnum om toestemming om het lichaam te laten balsemen. Tambo werd nog tot in de twintigste eeuw op diverse plekken in en rond Cleveland met andere gemummificeerde lichamen tentoongesteld.

## Repatriëring
In 1993 werd bij de sluiting van een begrafenisonderneming in Cleveland, Ohio het lichaam van Tambo gevonden. Tijdens een lijkschouw in augustus van dat jaar werd als doodsoorzaak een ‘waarschijnlijke longontsteking’ aangegeven.
De Australische antropologe Roslyn Poignant was enkele maanden eerder begonnen aan een zoektocht naar het verhaal achter de personen uit Cunninghams groep en had nabestaanden opgespoord. Zij was voor haar onderzoek in Amerika toen het nieuws over Tambo bekend werd en stond in direct contact met een achterkleinkind van Tambo. Dit was de Manbarra-man Walter Palm Island. Dankzij onderzoek van de bekende Australische antropoloog Norman Tindale in 1938, wist Walter dat zijn overgrootvader een broer had die ‘in de Verenigde Staten was overleden/naar Amerika was gegaan voor een show’. In december 1993 arriveerden Walter en zijn broer Reg Palm Island in Cleveland om Tambo naar huis te brengen. Met hen meegereisd was Kitchener Bligh als vertegenwoordiger van de Bwgcolman (veel stammen, één volk). Hiermee worden alle Aboriginal bewoners van de Palmeilanden bedoeld die daar niet oorspronkelijk vandaan komen, maar er vanuit heel Queensland naartoe zijn gedeporteerd in het kader van voormalig overheidsbeleid. Er werd een ceremonie georganiseerd om de geest van Tambo vrij te laten. Hiervoor was de aanwezigheid noodzakelijk van een Native American uit het gebied waar Tambo was overleden. De oorspronkelijke bewoners van de regio waar tegenwoordig Cleveland ligt, waren de Seneca.
Australië heeft een speciaal overheidsbeleid voor de repatriëring van Aboriginals. Tambo werd met steun van dit beleid terug naar Palmeiland gebracht en op 24 februari 1994, precies 110 jaar na zijn dood, op eigen bodem begraven.